# Kabacaağaç, Oğuzeli
Kabacaağaç là một xã thuộc huyện Oğuzeli, tỉnh Gaziantep, Thổ Nhĩ Kỳ. Dân số thời điểm năm 2011 là 53 người.